# 12.ª Avenida
La 12ª Avenida Noreste, 12ª Avenida Sureste y conocida más al sur como la Avenida El Guerrero es una de las avenidas que recorre la ciudad de Managua en sentido norte y sur.

## Trazado
La 12.ª Avenida inicia al norte de la ciudad de Managua en el Barrio de los Pescadores, cerca del lago Xolotlán como la 12.ª Calle Noreste. La pista inicia dividiendo el Barrio de Los Pescadores y el Barrio Quinta Nina, dirigiéndose al sur pasando por la Dupla Norte, luego al pasar por la Calle Central en el Barrio Cervecería Los Ángeles, y al atravesar la 2.ª Calle Sureste, la Avenida cambia de nombre a la 12.ª Calle Sureste, luego pasa por la 3.ª Calle Sureste, 4.ª Calle Sureste, 5.ª Calle Sureste, la Avenida Radial Santo Domingo, 8.ª Calle Sureste, 4.ª Calle Sureste  o conocida también la Calle Monseñor García y Suárez, Avenida Julio Buitrago Urroz, 10.ª Calle Sureste, 11.ª Calle Sureste, 12.ª Calle Sureste, 13.ª Calle Sureste, 14.ª Calle Sureste y terminando en la 15.ª Calle Sureste, desde ese punto la Avenida cambia otra vez de nombre a la Avenida del Guerrero en la intersección con la Calle José Martí pasando por el Instituto Simón Bolívar y la Catedral Metropolitana de Managua hasta finalizar en la Pista de La Resistencia cerca del centro comercial Metrocentro Managua.

## Barrios que atraviesa
La avenida pasa por el Barrio Los Pescadores y el Barrio Quinta Nina, Barrio Jorge Dimitrov o conocido también como el Barrio Cristo Rey, Barrio Largaespada, Barrio Buenos Aires, Barrio Santo Domingo.